# Leiophron buonluoica
Leiophron buonluoica är en stekelart som först beskrevs av Sergey A. Belokobylskij 1993.  Leiophron buonluoica ingår i släktet Leiophron och familjen bracksteklar. Inga underarter finns listade i Catalogue of Life.